# KK-Theorie
Die KK-Theorie ist eine mathematische Theorie aus dem Bereich der Funktionalanalysis. Der Name rührt daher, dass sie eine K-Theorie mit zwei Variablen darstellt, die die klassische K-Theorie für C*-Algebren und die Theorie der Erweiterungen von C*-Algebren verallgemeinert. Die KK-Theorie geht auf G. G. Kasparow zurück.

## Konstruktionen
Die unten zu definierenden Gruppen {\displaystyle KK(A,B)} der KK-Theorie werden von Äquivalenzklassen von Hilbert-C*-Moduln mit einer Zusatzstruktur gebildet und hängen von zwei C*-Algebren {\displaystyle A} und {\displaystyle B} ab. Die C*-Algebren tragen eine {\displaystyle \mathbb {Z} /2}-Graduierung und für einige zum Teil sehr technische Konstruktionen sollten alle C*-Algebren, die als erste Variable auftreten, separabel sein und alle C*-Algebren, die als zweite Variable auftreten, σ-unital, was der Einfachheit wegen im Folgenden stets vorausgesetzt sei. Für C*-Algebren ohne Graduierung kann man die triviale Graduierung, die durch die Identität als Graduierungsautomorphismus erzeugt wird, unterstellen; dann erhält man Aussagen für nicht-graduierte C*-Algebren.

### Kasparow-Moduln
Ein Kasparow-A-B-Modul ist ein Tripel {\displaystyle (E,\varphi ,F)} bestehend aus
- einem abzählbar erzeugten, graduierten Hilbert-{\displaystyle B}-Rechtsmodul {\displaystyle E},
- einem graduierten *-Homomorphismus {\displaystyle \varphi :A\rightarrow L_{B}(E)}, wobei {\displaystyle L_{B}(E)} die C*-Algebra der {\displaystyle B}-linearen Operatoren auf {\displaystyle E} mit der von {\displaystyle E} herrührenden Graduierung ist (siehe Hilbert-C*-Modul),
- einem Operator {\displaystyle F\in L_{B}(E)} mit folgenden Eigenschaften
  - {\displaystyle \partial F=1}, das heißt {\displaystyle F} ist homogen vom Grad 1,
  - {\displaystyle [F,\varphi (a)]\in K_{B}(E)} für alle {\displaystyle a\in A},
  - {\displaystyle (F^{2}-1)\varphi (a)\in K_{B}(E)} für alle {\displaystyle a\in A},
  - {\displaystyle (F^{*}-F)\varphi (a)\in K_{B}(E)} für alle {\displaystyle a\in A}.

Dabei bezeichnet {\displaystyle [\cdot ,\cdot ]} den graduierten Kommutator und {\displaystyle K_{B}(E)} das zweiseitige Ideal der „kompakten“ Operatoren in {\displaystyle L_{B}(E)}. Der Buchstabe {\displaystyle F} für den Operator soll an Fredholm-Operator erinnern. Beachte, dass {\displaystyle E} durch {\displaystyle \varphi } zu einem A-B-Bimodul wird.
Betrachtet man die Elemente aus {\displaystyle K_{B}(E)} als „klein“ gegenüber den allgemeineren aus {\displaystyle L_{B}(E)}, so wie man manchmal einen echten kompakten Operator als „kleine“ Störung eines Hilbertraum-Operators auffasst, so sagen die Bedingungen an {\displaystyle F}, dass die Größen {\displaystyle [F,\varphi (a)],(F^{2}-1)\varphi (a),(F^{*}-F)\varphi (a)} „klein“ sein sollen. Sind diese Größen sogar 0, so nennt man den Kasparow-Modul degeneriert. Der triviale Modul {\displaystyle (0,0,0)} ist ein degenerierter Kasparow-A-B-Modul; beachte, dass hierbei höchst unterschiedliche Objekte mit 0 bezeichnet sind.
Im Folgenden sei {\displaystyle \mathrm {E} (A,B)} die Klasse der Kasparow-A-B-Moduln. Wir werden eine Addition und eine geeignete Äquivalenzrelation auf {\displaystyle \mathrm {E} (A,B)} definieren, die die Menge der Äquivalenzklassen zu einer Gruppe macht. Das werden die KK-Gruppen sein.

### Direkte Summe
Die Addition in den KK-Gruppen wird mittels der direkten Summe definiert werden, daher beschreiben wir kurz die direkte Summe endlich vieler Kasparow-Moduln. Seien {\displaystyle {\mathcal {E}}_{i}=(E_{i},\varphi _{i},F_{i}),\,i=1,\ldots ,n} Kasparow-A-B-Moduln. Wir definieren die direkte Summe
{\displaystyle (E,\varphi ,F)={\mathcal {E}}_{1}\oplus \ldots \oplus {\mathcal {E}}_{n}}
durch
{\displaystyle E=E_{1}\oplus \ldots \oplus E_{n}} mit Graduierung {\displaystyle S_{E}(x_{1},\ldots ,x_{n})=(S_{E_{1}}(x_{1}),\ldots ,(S_{E_{n}}(x_{n}))}, wobei {\displaystyle S_{E_{i}}} die Graduierungen auf den {\displaystyle E_{i}} seien.
{\displaystyle \varphi (a):={\begin{pmatrix}\varphi _{1}(a)&\cdots &0\\\vdots &\ddots &\vdots \\0&\cdots &\varphi _{n}(a)\end{pmatrix}}\in L_{B}(E_{1}\oplus \ldots \oplus E_{n})}
{\displaystyle F:={\begin{pmatrix}F_{1}(a)&\cdots &0\\\vdots &\ddots &\vdots \\0&\cdots &F_{n}(a)\end{pmatrix}}\in L_{B}(E_{1}\oplus \ldots \oplus E_{n})}
Man überprüft, dass das Tripel {\displaystyle (E,\varphi ,F)} wieder ein Kasparow-A-B-Modul ist, den man die direkte Summe der {\displaystyle {\mathcal {E}}_{i}} nennt.

### Pushout
Zur angekündigten Definition der Äquivalenzrelation auf {\displaystyle \mathrm {E} (A,B)} benötigen wir die folgende als Pushout bezeichnete Konstruktion.
Es sei {\displaystyle {\mathcal {E}}=(E,\varphi ,F)} ein Kasparow-A-B-Modul und {\displaystyle f:B\rightarrow C} ein surjektiver *-Homomorphismus. Dann kann man zeigen, dass es zu jedem Operator {\displaystyle T\in L_{B}(E)} genau einen Operator {\displaystyle T_{f}\in L_{C}(E_{f})} gibt mit {\displaystyle T_{f}(q(x))=q(T(x))}, wobei {\displaystyle E_{f}} das Pushout des Hilbert-B-Moduls {\displaystyle E} bezüglich {\displaystyle f} ist und {\displaystyle q:E\rightarrow E_{f}} die Quotientenabbildung. Dann definiert {\displaystyle \varphi _{f}(a):=\varphi (a)_{f}} einen *-Homomorphismus {\displaystyle \varphi _{f}:A\rightarrow L_{C}(E_{f})} und
{\displaystyle {\mathcal {E}}_{f}:=(E_{f},\varphi _{f},F_{f})}
ist ein Kasparow-A-C-Modul, den man das Pushout von {\displaystyle {\mathcal {E}}} bezüglich {\displaystyle f} nennt.

### Äquivalenzrelationen
Ähnlich wie in der K-Theorie, in der die direkte Summe eine Verknüpfung auf geeigneten Äquivalenzklassen definiert, werden wir hier vorgehen. Es ist üblich, mehrere Äquivalenzrelationen zu definieren, von denen dann gezeigt wird, dass sie unter geeigneten Abzählbarkeitsvoraussetzungen an die C*-Algebren, die wir wie oben erwähnt generell voraussetzen, zusammenfallen. Wir werden uns hier nur einer dieser Äquivalenzrelationen, der sogenannten Homotopie-Relation, zuwenden und erwähnen an dieser Stelle nur, dass man Teile der Theorie parallel für mehrere Äquivalenzrelationen entwickelt, um dann später Gleichheit zeigen zu können. Da wir nur Ergebnisse darstellen wollen, werden wir diesen Weg hier nicht nachzeichnen.
Zur Definition der Homotopie-Relation benötigen wir zunächst die feinere unitäre Äquivalenz.
Zwei Kasparow-A-B-Moduln {\displaystyle {\mathcal {E}}_{0}=(E_{0},\varphi _{0},F_{0})} und {\displaystyle {\mathcal {E}}_{1}=(E_{1},\varphi _{1},F_{1})} heißen unitär äquivalent, in Zeichen {\displaystyle {\mathcal {E}}_{0}\cong _{u}{\mathcal {E}}_{1}}, wenn es einen Operator {\displaystyle U\in L_{B}(E_{0},E_{1})} gibt, der eine unitäre Äquivalenz der graduierten Hilbert-C*-Moduln vermittelt, so dass
- {\displaystyle \varphi _{0}(a)=U^{*}\varphi _{1}(a)U} für alle {\displaystyle a\in A}
- {\displaystyle F_{0}=U^{*}F_{1}U}

Für eine graduierte C*-Algebra {\displaystyle B} sei {\displaystyle C([0,1],B)} die C*-Algebra der stetigen Funktionen auf dem Einheitsintervall {\displaystyle [0,1]} mit Werten in {\displaystyle B}. Diese ist mit der von {\displaystyle B} induzierten Graduierung wieder eine graduierte C*-Algebra. Die Auswertungen {\displaystyle f_{t}:C([0,1],B)\rightarrow B,f_{t}(a):=a(t),\,t\in [0,1]} sind surjektive *-Homomorphismen, mit denen daher Pushouts gebildet werden können.
Man schreibt nun {\displaystyle {\mathcal {E}}_{0}\sim {\mathcal {E}}_{1}}, falls es einen Kasparow-A-C([0,1],B)-Modul {\displaystyle {\mathcal {E}}} mit {\displaystyle {\mathcal {E}}_{0}\cong _{u}{\mathcal {E}}_{f_{0}}} und {\displaystyle {\mathcal {E}}_{1}\cong _{u}{\mathcal {E}}_{f_{1}}}.
Schließlich nennt man {\displaystyle {\mathcal {E}}_{0}} und {\displaystyle {\mathcal {E}}_{1}} homotop, in Zeichen {\displaystyle {\mathcal {E}}_{0}\sim _{h}{\mathcal {E}}_{1}}, falls es endlich viel Kasparow-A-B-Moduln {\displaystyle {\tilde {\mathcal {E}}}_{i},\,i=0,\ldots ,n} gibt mit
{\displaystyle {\mathcal {E}}_{0}\sim {\tilde {\mathcal {E}}}_{0}\sim {\tilde {\mathcal {E}}}_{1}\sim \ldots \sim {\tilde {\mathcal {E}}}_{n}\sim {\mathcal {E}}_{1}}.
Man zeigt, dass {\displaystyle \sim _{h}} eine Äquivalenzrelation auf der Klasse {\displaystyle \mathrm {E} (A,B)} der Kasparow-A-B-Moduln ist. Die Äquivalenzklasse eines Kasparow-Moduls {\displaystyle {\mathcal {E}}} wird mit {\displaystyle [{\mathcal {E}}]} bezeichnet.

## Die KK-Gruppen

### Definition
Es seien {\displaystyle A} und {\displaystyle B} C*-Algebren. Dann sei
{\displaystyle KK(A,B):=\mathrm {E} (A,B)/\!\sim _{h}}
die Menge der Äquivalenzklassen der Kasparow-A-B-Moduln. Da die abzählbar erzeugten Hilbert-B-Moduln nach dem Stabilisierungssatz von Kasparow bis auf unitäre Äquivalenz als Untermoduln von {\displaystyle {\hat {H}}_{B}} aufgefasst werden können, liegt hier tatsächlich eine Menge vor.
Man kann zeigen, dass die direkte Summe eine Addition
{\displaystyle [{\mathcal {E}}_{1}]+[{\mathcal {E}}_{2}]:=[{\mathcal {E}}_{1}\oplus {\mathcal {E}}_{2}]}
definiert, die {\displaystyle KK(A,B)} zu einer abelschen Gruppe macht.
Das Nullelement ist die Klasse der degenerierten Kasparow-Moduln. Wir beschreiben kurz die Inversenbildung in dieser Gruppe. Es ist
{\displaystyle -[(E,\varphi ,F)]=[(E^{op},{\tilde {\varphi }},-F)]}.
Dabei ist {\displaystyle E^{op}} der Hilbert-{\displaystyle B}-Modul {\displaystyle E} mit der entgegengesetzten Graduierung, das heißt die Moduln haben dieselben homogenen Elemente, lediglich die Grade dieser homogenen Elemente des einen sind gegenüber den Graden der homogenen Elemente des anderen um 1 modulo {\displaystyle \mathbb {Z} /2} verschoben. Weiter ist {\displaystyle {\tilde {\varphi }}(a^{(0)}+a^{(1)})=\varphi (a^{(0)}-a^{(1)})}, wobei die {\displaystyle a^{(i)}} homogene Elemente vom Grad {\displaystyle i} aus {\displaystyle A} seien.
Schließlich sei
{\displaystyle KK^{1}(A,B):=KK(A,B{\hat {\otimes }}\mathbb {C} _{1})}.
Dabei ist {\displaystyle B{\hat {\otimes }}\mathbb {C} _{1}} das graduierte Tensorprodukt aus {\displaystyle B} und {\displaystyle \mathbb {C} _{1}:=\mathbb {C} \oplus \mathbb {C} }, wobei diese zweidimensionale C*-Algebra die durch {\displaystyle \alpha (z,w):=(w,z)} definierte Graduierung trage. Zum besseren Verständnis dieses Tensorproduktes sei {\displaystyle \beta _{B}} der Graduierungsautomorphismus auf {\displaystyle B} und {\displaystyle \beta :\mathbb {Z} /2\rightarrow \mathrm {Aut} (B)} sei derjenige Homomorphismus, der 0 auf die Identität und 1 auf {\displaystyle \beta _{B}} abbildet. Dann ist {\displaystyle (B,\mathbb {Z} /2,\beta )} ein C*-dynamisches System und das graduierte Tensorprodukt {\displaystyle B{\hat {\otimes }}\mathbb {C} _{1}} ist isomorph zum Kreuzprodukt {\displaystyle B\ltimes _{\beta }\mathbb {Z} /2} dieses C*-dynamischen Systems.

### Tensorprodukte mit C*-Algebren
Es seien {\displaystyle (E,\varphi ,F)} ein Kasparaow-A-B-Modul {\displaystyle D} eine weitere, separable, graduierte C*-Algebra. Dann ist {\displaystyle D} ein graduierter Hilbert-D-Modul und man kann den Hilbert-B⊗D-Modul {\displaystyle E\otimes D}, das äußere, graduierte Tensorprodukt der beiden Hilbert-C*-Moduln, bilden. {\displaystyle \varphi \otimes \mathrm {id} _{D}} ist dann ein *-Homomorphismus {\displaystyle A\otimes D\rightarrow L_{B\otimes D}(E\otimes D)} und {\displaystyle F\otimes \mathrm {id} _{D}} ein Operator, der {\displaystyle (E\otimes D,\varphi \otimes \mathrm {id} _{D},F\otimes \mathrm {id} _{D})}
zu einem Kasparow-A⊗D-B⊗D-Modul macht. Auf diese Weise erhalten wir einen Homomorphismus
{\displaystyle \tau _{D}:KK(A,B)\rightarrow KK(A\otimes D,B\otimes D),\quad [(E,\varphi ,F)]\mapsto [(E\otimes D,\varphi \otimes \mathrm {id} _{D},F\otimes \mathrm {id} _{D})]}.

### Bott-Periodizität
Man schreibt die Gruppe {\displaystyle KK(A,B)} auch als {\displaystyle KK^{0}(A,B)}. Indem man die Bildung des graduierten Tensorproduktes mit {\displaystyle \mathbb {C} _{1}} iteriert, könnte man auch höhere KK-Gruppen definieren:
{\displaystyle KK^{n+1}(A,B):=KK^{n}(A,B{\hat {\otimes }}\mathbb {C} _{1}),\quad n=0,1,2,\ldots }
aber das erweist sich als unnötig, denn man kann zeigen, dass
{\displaystyle KK^{0}(A,B)\cong KK^{1}(A{\hat {\otimes }}\mathbb {C} _{1},B)\cong KK^{1}(A,B{\hat {\otimes }}\mathbb {C} _{1})\cong KK^{0}(A{\hat {\otimes }}\mathbb {C} _{1},B{\hat {\otimes }}\mathbb {C} _{1})}.
Dies nennt man die formale Bott-Periodizität, weil es sich ähnlich wie die Bott-Periodizität der K-Theorie verhält. Die formale Bott-Periodizität lässt sich im Wesentlichen auf die Beziehung {\displaystyle \mathbb {C} _{1}{\hat {\otimes }}\mathbb {C} _{1}\cong M_{2}(\mathbb {C} )} zurückführen und ist damit wesentlich einfacher als die echte Bott-Periodizität, die Einhängungen verwendet. Aber auch diese echte Bott-Periodizität lässt sich in der KK-Theorie beweisen.
Ist {\displaystyle A} eine C*-Algebra, so bezeichne {\displaystyle SA} die Einhängung von {\displaystyle A}, das heißt die C*-Algebra aller stetigen Funktionen {\displaystyle \mathbb {R} \rightarrow A}, die im Unendlichen verschwinden. Dann gilt
- {\displaystyle KK^{1}(A,B)\cong KK^{0}(A,SB)\cong KK(SA,B)},
- {\displaystyle KK^{0}(A,B)\cong KK^{1}(A,SB)\cong KK^{1}(SA,B)}

{\displaystyle \cong KK^{0}(SSA,B)\cong KK^{0}(A,SSB)\cong KK^{0}(SA,SB)}.

### Alternative Beschreibung von KK1(A,B)
Wir definieren hier sogenannte KK1-Zykel und zeigen, wie mittels einer geeigneten Äquivalenzrelation solche Zykel zu einer alternativen Beschreibung von {\displaystyle KK^{1}(A,B)} für trivial graduierte C*-Algebren herangezogen werden können.
Ein KK1-Zykel ist ein Paar {\displaystyle (v,\lambda )} bestehend aus einem Element {\displaystyle v\in M(B)} und einem *-Homomorphismus {\displaystyle \lambda :A\rightarrow M(B)}, so dass
{\displaystyle v\lambda (a)-\lambda (a)v,(v^{*}-v)\lambda (a),(v^{2}-v)\lambda (a)\in B} für alle {\displaystyle a\in A}
Es sei {\displaystyle E^{1}(A,B)} die Menge solcher KK1-Zykel. Zwei KK1-Zykel {\displaystyle (v_{0},\lambda _{0})} und {\displaystyle (v_{1},\lambda _{1})} heißen homotop, falls es {\displaystyle (v,\lambda )\in E^{1}(A,C([0,1],B))} gibt mit
{\displaystyle v_{0}={\overline {\pi }}_{0}(v),v_{1}={\overline {\pi }}_{1}(v),\lambda _{0}={\overline {\pi }}_{0}\circ \lambda ,\lambda _{1}={\overline {\pi }}_{1}\circ \lambda },
wobei {\displaystyle \pi _{t}:C([0,1],B)\rightarrow B} die Auswertungsabbildung im Punkt {\displaystyle t\in [0,1]} sei und {\displaystyle {\overline {\pi _{t}}}} deren eindeutige strikt-stetige Fortsetzung auf die Multiplikatorenalgebren. Diese mit {\displaystyle \sim _{h}} bezeichnete Relation ist eine Äquivalenzrelation, deren Äquivalenzklassen wir mit eckigen Klammern schreiben.
Auf {\displaystyle E^{1}(A,B)/\!\sim _{h}} hat man die durch
{\displaystyle [(v_{1},\lambda _{1})]+[(v_{2},\lambda _{2})]:=[(\theta _{B}{\begin{pmatrix}v&0\\0&v\end{pmatrix}},\theta _{B}\circ {\begin{pmatrix}\lambda (\cdot )&0\\0&\lambda (\cdot )\end{pmatrix}})]}
definierte Addition, wobei {\displaystyle \theta _{B}} eine unitäre Isomorphie {\displaystyle M_{2}(M(B))\cong M(B)} bezeichne.
Wir beschreiben nun einen Isomorphismus von {\displaystyle E^{1}(A,B)/\!\sim _{h}} nach {\displaystyle KK^{1}(A,B)}. Dazu sei {\displaystyle B_{1}=B\otimes \mathbb {C} _{1}\cong B\oplus B} und {\displaystyle \varphi :M(B)\oplus M(B)\rightarrow M(B_{1})} der durch {\displaystyle \varphi (m_{1},m_{2})(b_{1}\oplus b_{2}):=m_{1}b_{1}\oplus m_{2}b_{2}} definierte Isomorphismus.
Für einen KK1-Zykel {\displaystyle (v,\lambda )\in E^{1}(A,B)} setze
{\displaystyle {\mathcal {E}}_{v,\lambda }=(B_{1},\varphi \circ (\lambda \oplus \lambda ),\varphi ((2v-1)\oplus (1-2v)))}.
Dann ist {\displaystyle {\mathcal {E}}_{v,\lambda }\in KK(A,B_{1})=KK^{1}(A,B)} und
{\displaystyle E^{1}(A,B)/\!\sim _{h}\rightarrow KK^{1}(A,B),\quad (v,\lambda )\mapsto {\mathcal {E}}_{v,\lambda }}
ist ein Isomorphismus. Damit ist {\displaystyle KK^{1}(A,B)} unabhängig von der formalen Bott-Periodizität beschrieben.

## Beispiele

### Homomorphismen
Ist {\displaystyle f:A\rightarrow B} ein graduierter *-Homomorphismus zwischen C*-Algebren, so ist {\displaystyle (B,f,0)} ein Kasparow-A-B-Modul. Beachte dazu die oben vereinbarte Voraussetzung, dass {\displaystyle B} {\displaystyle \sigma }-unital ist; damit ist {\displaystyle B} als Hilbert-{\displaystyle B}-Modul (mit trivialer Graduierung) tatsächlich abzählbar erzeugt. Die Äquivalenzklasse {\displaystyle [(B,f,0)]\in KK(A,B)} wird oft nur mit {\displaystyle [f]} bezeichnet. Die Elemente {\displaystyle [\mathrm {id} _{A}]\in KK(A,A)} werden beim weiter unten zu besprechenden Kasparow-Produkt die Rolle von Identitäten einnehmen.

### KK(ℂ,ℂ)
Es seien {\displaystyle E={\hat {H}}_{\mathbb {C} }=\ell ^{2}\oplus \ell ^{2}} mit Graduierung {\displaystyle S_{E}(\xi \oplus \eta ):=\xi \oplus -\eta } und {\displaystyle \varphi :\mathbb {C} \rightarrow L_{\mathbb {C} }(E)} der *-Homomorphismus mit {\displaystyle \varphi (1)=\mathrm {id} _{E}}. Weiter sei {\displaystyle \pi :L(\ell ^{2})\rightarrow L(\ell ^{2})/K(\ell ^{2})} die Quotientenabbildung in die Calkin-Algebra. Sei {\displaystyle T\in L(\ell ^{2})} ein Operator, so dass {\displaystyle \pi (T)} unitär ist. Dann ist
{\displaystyle [(E,\varphi ,{\begin{pmatrix}0&T^{*}\\T&0\end{pmatrix}})]\in KK(\mathbb {C} ,\mathbb {C} )}.
Da {\displaystyle \pi (T)} unitär ist, ist {\displaystyle T} ein Fredholm-Operator, und man kann zeigen, dass
{\displaystyle KK(\mathbb {C} ,\mathbb {C} )\rightarrow \mathbb {Z} ,\quad [(E,\varphi ,{\begin{pmatrix}0&T^{*}\\T&0\end{pmatrix}})]\mapsto \mathrm {index} (T)}
ein Gruppenisomorphismus ist, wobei index den Fredholm-Index bezeichnet.

### K-Gruppen
Wir zeigen hier, wie die K-Gruppen einer C*-Algebra {\displaystyle B} (mit trivialer Graduierung) in der KK-Theorie wieder auftauchen.
Es sei {\displaystyle u\in Q^{s}(B):=M(B\otimes K)/(B\otimes K)} ein unitäres Element der äußeren Multiplikatorenalgebra der C*-Algebra {\displaystyle B}, das heißt aus dem Quotienten der Multiplikatorenalgebra des Tensorproduktes aus {\displaystyle B} und der C*-Algebra {\displaystyle K} der kompakten Operatoren über einem separablen Hilbertraum nach diesem Tensorprodukt.
Sei {\displaystyle T_{u}\in M^{s}(B):=M(B\otimes K)} eine Liftung von {\displaystyle u}, das heißt {\displaystyle u=T_{u}+B\otimes K\in Q^{s}(B)}. Dann ist
{\displaystyle [({\hat {H}}_{B},\varphi ,{\begin{pmatrix}0&T_{u}^{*}\\T_{u}&0\end{pmatrix}})]\in KK(\mathbb {C} ,B)}.
Beachte dabei, dass {\displaystyle L({\hat {H}}_{B})\cong L(H_{B}\oplus H_{B}))\cong M_{2}(L(H_{B}))\cong M_{2}(M^{s}(B))} und daher die dritte Komponente des angegebenen Elementes tatsächlich aus {\displaystyle L_{B}({\hat {H}}_{B})} ist und offenbar den Grad 1 hat. {\displaystyle \varphi } ist der *-Homomorphismus mit {\displaystyle \varphi (1)=\mathrm {id} _{{\hat {H}}_{B}}}.
Dann kann man zeigen, dass die Zuordnung
{\displaystyle K_{1}(Q^{s}(B))\rightarrow KK(\mathbb {C} ,B),\quad [u]\mapsto [({\hat {H}}_{B},\varphi ,{\begin{pmatrix}0&T_{u}^{*}\\T_{u}&0\end{pmatrix}})]}
ein Gruppenisomorphismus ist. Wie im Artikel über Multiplikatorenalgebren ausgeführt, hat man auch einen natürlichen Isomorphismus {\displaystyle K_{0}(B)\cong K_{1}(Q^{s}(B))}, so dass man insgesamt einen Isomorphismus {\displaystyle K_{0}(B)\cong KK(\mathbb {C} ,B)} erhält.
Entweder durch ähnliche Überlegungen oder unter Verwendung der oben vorgestellten Bott-Periodizität kommt man auch zu einem Isomorphismus {\displaystyle K_{1}(B)\cong KK^{1}(\mathbb {C} ,B)}, so dass man insgesamt zu folgender leicht einprägsamer Formel gelangt:
{\displaystyle K_{i}(B)\cong KK^{i}(\mathbb {C} ,B),\,i=0,1}.

### Erweiterungen
Unter Verwendung der oben vorgestellten alternativen Beschreibung von {\displaystyle KK^{1}(A,B)} mittels KK1-Zykeln lässt sich ein Isomorphismus {\displaystyle \mathrm {Ext} ^{-1}(A,B)\cong KK^{1}(A,B)} konstruieren, wobei ersteres die Gruppe der invertierbaren Elemente in Ext(A,B) bezeichne. Wie im Artikel über Erweiterungen von C*-Algebren ausgeführt, gehören zur Busby-Invariante {\displaystyle \tau :A\rightarrow Q(B)} eines invertierbaren Elementes ein Homomorphismus {\displaystyle \pi :A\rightarrow M(B)} und eine Projektion {\displaystyle p\in M(B)} mit {\displaystyle \tau (\cdot )=p\pi (\cdot )+B}. Dann ist {\displaystyle (p,\pi )} ein KK1-Zykel und wir erhalten einen Gruppenisomorphismus
{\displaystyle \mathrm {Ext} ^{-1}(A,B)\rightarrow KK^{1}(A,B),\quad [\tau ]\mapsto [{\mathcal {E}}_{p,\pi }]}.

## Funktorialität
Die Zuordnung zweier C*-Algebren zu ihrer KK-Gruppe kann zu einem Funktor ausgebaut werden, wenn man jeweils eine C*-Algebra fixiert. Diese Funktoren erweisen sich sogar als homotopieinvariant.

### Funktorialität in der ersten Komponente
Sind {\displaystyle (E,\varphi ,F)} ein Kasparow-A-B-Modul und {\displaystyle \psi :C\rightarrow A} ein graduierter *-Homomorphismus, so ist {\displaystyle (E,\varphi \circ \psi ,F)} ein Kasparow-C-B-Modul und man erhält einen Gruppenhomomorphismus
{\displaystyle \psi ^{*}:KK(A,B)\rightarrow KK(C,B),\quad [(E,\varphi ,F)]\mapsto [(E,\varphi \circ \psi ,F)]}.
Dadurch wird {\displaystyle KK(-,B)} bei festem {\displaystyle B} zu einem kontravarianten Funktor von der Kategorie der separablen, graduierten C*-Algebren in die Kategorie der abelschen Gruppen. Betrachtet man auf jeder C*-Algebra die triviale Graduierung, so erhalten wir einen kontravarianten Funktor von der Kategorie der separablen C*-Algebren in die Kategorie der abelschen Gruppen.
Dieser Funktor ist homotopieinvariant, das heißt sind {\displaystyle \psi _{t}:A\rightarrow B} *-Homomorphismen für {\displaystyle t\in [0,1]}, so dass die Abbildungen {\displaystyle t\mapsto \psi _{t}(a)} für alle {\displaystyle a\in A} stetig sind, so ist {\displaystyle {\psi _{0}}^{*}={\psi _{1}}^{*}}.

### Funktorialität in der zweiten Komponente
Sind {\displaystyle (E,\varphi ,F)} ein Kasparow-A-B-Modul und {\displaystyle \psi :B\rightarrow C} ein graduierter *-Homomorphismus, so bilde das innere Tensorprodukt {\displaystyle E\otimes _{\varphi }B}. Dieses ist ein Hilbert-{\displaystyle D}-Modul und {\displaystyle {\tilde {\varphi }}(a):=\varphi (a)\otimes \mathrm {id} _{D}} ist ein *-Homomorphismus {\displaystyle A\rightarrow L_{D}(E\otimes _{\varphi }B)}. Durch diese Definition erhält man einen Gruppenhomomorphismus
{\displaystyle \psi _{*}:KK(A,B)\rightarrow KK(A,D),\quad [(E,\varphi ,F)]\mapsto [(E\otimes _{\varphi }B,{\tilde {\varphi }},F\otimes \mathrm {id} _{D})]}.
Dadurch wird {\displaystyle KK(A,-)} bei festem {\displaystyle A} zu einem kovarianten Funktor von der Kategorie der {\displaystyle \sigma }-unitalen, graduierten C*-Algebren in die Kategorie der abelschen Gruppen. Betrachtet man auf jeder C*-Algebra die triviale Graduierung, so erhalten wir einen kovarianten Funktor von der Kategorie der {\displaystyle \sigma }-unitalen C*-Algebren in die Kategorie der abelschen Gruppen.
Dieser Funktor ist homotopieinvariant, das heißt sind {\displaystyle \psi _{t}:A\rightarrow B} *-Homomorphismen für {\displaystyle t\in [0,1]}, so dass die Abbildungen {\displaystyle t\mapsto \psi _{t}(a)} für alle {\displaystyle a\in A} stetig sind, so ist {\displaystyle {\psi _{0}}_{*}={\psi _{1}}_{*}}.

## Das Kasparow-Produkt

### Konstruktion und Eigenschaften
Das Kasparow-Produkt ist eine Abbildung
{\displaystyle KK(A,D)\times KK(D,B)\mapsto KK(A,B)}
das in den Anwendungen ein mächtiges Werkzeug darstellt. Sowohl die Konstruktion, die unten nur angedeutet werden kann, als auch der Nachweis der unten aufgelisteten Eigenschaften erfordern einen hohen technischen Aufwand.
Zur Konstruktion seien {\displaystyle [(E_{1},\varphi _{1},F_{1})]\in KK(A,D)} und {\displaystyle [(E_{2},\varphi _{2},F_{2})]\in KK(D,B)}. Dann ist das graduierte, innere Tensorprodukt {\displaystyle E_{1}\otimes _{\varphi _{2}}E_{2}} ein Hilbert-{\displaystyle B}-Modul und {\displaystyle \varphi :=\varphi _{1}\otimes \mathrm {id} _{E_{2}}} ist ein *-Homomorphismus {\displaystyle A\rightarrow L_{B}(E)}. Mit hohem technischen Aufwand kann man einen geeigneten Operator {\displaystyle F\in L_{B}(E)} konstruieren und so ein Element {\displaystyle [(E,\varphi ,F)]\in KK(A,B)} definieren, das man das Kasparaow-Produkt der beiden Elemente aus {\displaystyle KK(A,D)} und {\displaystyle KK(D,B)} nennt, und das folgende Eigenschaften hat:
| - {\displaystyle (x\cdot y)\cdot z=x\cdot (y\cdot z)}                     | für {\displaystyle x\in KK(A,B),y\in KK(B,C),z\in KK(C,D)}                                 |
| - {\displaystyle f^{*}(x\cdot y)=f^{*}(x)\cdot y}                         | für {\displaystyle x\in KK(A,B),y\in KK(B,C),f:{\tilde {A}}\rightarrow A} *-Homomorphismus |
| - {\displaystyle f^{*}(x)\cdot y=x\cdot f^{*}(y)}                         | für {\displaystyle x\in KK(A,B),y\in KK(B,C),f:B\rightarrow {\tilde {B}}} *-Homomorphismus |
| - {\displaystyle f_{*}(x\cdot y)=x\cdot f_{*}(y)}                         | für {\displaystyle x\in KK(A,B),y\in KK(B,C),f:C\rightarrow {\tilde {C}}} *-Homomorphismus |
| - {\displaystyle [\mathrm {id} _{A}]\cdot x=x\cdot [\mathrm {id} _{B}]=x} | für {\displaystyle x\in KK(A,B)}                                                           |
| - {\displaystyle x\cdot (y+z)=x\cdot y+x\cdot z}                          | für {\displaystyle x\in KK(A,B),y,z\in KK(B,C)}                                            |
| - {\displaystyle (x+y)\cdot z=x\cdot z+y\cdot z}                          | für {\displaystyle x,y\in KK(A,B),z\in KK(B,C),}                                           |
| - {\displaystyle [f]\cdot x=f^{*}(x)}                                     | für {\displaystyle x\in KK(A,B),f:C\rightarrow A} *-Homomorphismus                         |
| - {\displaystyle x\cdot [f]=f_{*}(x)}                                     | für {\displaystyle x\in KK(A,B),f:B\rightarrow C} *-Homomorphismus.                        |

Insbesondere ist {\displaystyle KK(A,A)} für jede separable C*-Algebra ein Ring mit Einselement {\displaystyle [\mathrm {id} _{A}]}. Der oben vorgestellte Gruppenisomorphismus {\displaystyle KK(\mathbb {C} ,\mathbb {C} )\cong \mathbb {Z} } erweist sich als Ringisomorphismus.
Ist {\displaystyle A} eine AF-C*-Algebra, so ist {\displaystyle KK(A,A)} isomorph zum Endomorphismenring der Gruppe {\displaystyle K_{0}(A)}.

### Erweitertes Kasparow-Produkt
Das Kasparow-Produkt kann wie folgt zu einem Produkt
{\displaystyle KK(A_{1},B_{1}\otimes D)\times KK(D\otimes A_{2},B_{2})\rightarrow KK(A_{1}\otimes A_{2},B_{1}\otimes B_{2})}
verallgemeinert werden, wobei die auftretenden C*-Algebren die oben vereinbarten Abzählbarkeitsbedingungen erfüllen sollen und das Tensorprodukt stets das graduierte Tensorprodukt sei. Für {\displaystyle x\in KK(A_{1},B_{1}\otimes D)} und {\displaystyle y\in KK(D\otimes A_{2},B_{2})} sind
{\displaystyle \tau _{A_{2}}(x)\in KK(A_{1}\otimes A_{2},B_{1}\otimes D\otimes A_{2})} und
{\displaystyle \tau _{B_{1}}(y)\in KK(D\otimes A_{2}\otimes B_{1},B_{2}\otimes B_{1})\cong KK(B_{1}\otimes D\otimes A_{2},B_{1}\otimes B_{2})},
so dass man das Kasparow-Produkt {\displaystyle \tau _{A_{2}}(x)\cdot \tau _{B_{1}}(y)}, ein Element in {\displaystyle KK(A_{1}\otimes A_{2},B_{1}\otimes B_{2})}, bilden kann. Dieses Produkt bezeichnet man wieder mit {\displaystyle x\cdot y} und bestätigt, dass es nicht in Konflikt zum bereits definierten Kasparow-Produkt steht, was im Wesentlichen daran liegt, dass {\displaystyle \tau _{\mathbb {C} }} die Identität ist. Insgesamt erhalten wir so die angekündigte, bilineare Abbildung
{\displaystyle \cdot :KK(A_{1},B_{1}\otimes D)\times KK(D\otimes A_{2},B_{2})\rightarrow KK(A_{1}\otimes A_{2},B_{1}\otimes B_{2}),\quad (x,y)\mapsto x\cdot y}.
Für {\displaystyle A_{2}=B_{1}=\mathbb {C} } erhält man das bereits bekannte Kasparow-Produkt zurück, denn das Tensorieren mit {\displaystyle \mathbb {C} } führt zu isomorphen C*-Algebren und {\displaystyle \tau _{\mathbb {C} }} ist die Identität. In diesem Sinne stellt obiges Produkt eine Verallgemeinerung des zuvor eingeführten Kasparow-Produkts dar.
Als wichtigen Spezialfall wollen wir das Tensorieren mit {\displaystyle \mathbb {C} _{1}} behandeln, denn das führt nach obiger Definition zu KK1-Gruppen. Ist speziell {\displaystyle B_{1}=\mathbb {C} _{1}} und {\displaystyle A_{2}=\mathbb {C} }, so kann man beim Auftreten des Tensorproduktes mit {\displaystyle B_{1}} zur KK1-Gruppe übergehen und das Tensorieren mit {\displaystyle A_{2}} fortlassen. Aus obigem erhält man daher eine bilineare Abbildung
{\displaystyle KK^{1}(A_{1},D)\times KK(D,B_{2})\rightarrow KK^{1}(A_{1},B_{1})}.
Man kann also Elemente aus {\displaystyle KK(D,B_{2})} von links mit Elementen aus {\displaystyle KK^{1}(A_{1},D)} multiplizieren und erhält ein Element aus {\displaystyle KK^{1}(A_{1},B_{1})}.
Indem man analog {\displaystyle B_{1}=\mathbb {C} } und {\displaystyle A_{2}=\mathbb {C} _{1}} beziehungsweise {\displaystyle B_{1}=A_{2}=\mathbb {C} _{1}} setzt, erhält man bilineare Abbildungen
{\displaystyle KK(A_{1},D)\times KK^{1}(D,B_{2})\rightarrow KK^{1}(A_{1},B_{2})}
und
{\displaystyle KK^{1}(A_{1},D)\times KK^{1}(D,B_{2})\rightarrow KK(A_{1},B_{2})},
wobei für die letzte Abbildung noch die formale Bott-Periodizität verwendet wurde.

## Zyklische, 6-gliedrige, exakte Sequenzen
Die aus der K-Theorie bekannten zyklischen, 6-gliedrigen, exakten Sequenzen können auch in der KK-Theorie bewiesen werden. Wir gehen von einer kurzen, exakten Sequenz
{\displaystyle 0\rightarrow J{\xrightarrow {\iota }}A{\xrightarrow {\sigma }}A/J\rightarrow 0}
aus, die aus einem abgeschlossenen, zweiseitigen Ideal {\displaystyle J\subset A} in einer C*-Algebra mit Einselement entsteht und von der wir voraussetzen wollen, dass sie semi-spaltend ist. Dann ist diese Sequenz eine invertierbare Erweiterung und bestimmt daher nach obigem ein Element {\displaystyle e\in \mathrm {Ext} ^{-1}(A/J,J)\cong KK^{1}(A/J,J)}. Die durch das Kasparow-Produkt definierte Multiplikation mit {\displaystyle e} definiert für eine weitere C*-Algebra {\displaystyle D} Homomorphismen
{\displaystyle KK(D,A/J)\rightarrow KK^{1}(D,J),\quad x\mapsto x\cdot e},
{\displaystyle KK^{1}(D,A/J)\rightarrow KK(D,J),\quad y\mapsto y\cdot e},
{\displaystyle KK(J,D)\rightarrow KK^{1}(A/J,D),\quad x\mapsto e\cdot x},
{\displaystyle KK^{1}(J,D)\rightarrow KK(A/J,D),\quad y\mapsto e\cdot y},
die sämtlich mit {\displaystyle \delta } bezeichnet seien. Dann bestehen die folgenden zyklischen, exakten Sequenzen:
{\displaystyle {\begin{array}{ccccc}KK(D,J)&{\xrightarrow {\iota _{*}}}&KK(D,A)&{\xrightarrow {\sigma _{*}}}&KK(D,A/J)\\\uparrow \delta &&&&\downarrow \delta \\KK^{1}(D,A/J)&{\xleftarrow {\sigma _{*}}}&KK^{1}(D,A)&{\xleftarrow {\iota _{*}}}&KK^{1}(D,J)\\\end{array}}}
und
{\displaystyle {\begin{array}{ccccc}KK(J,D)&{\xleftarrow {\iota ^{*}}}&KK(A,D)&{\xleftarrow {\sigma ^{*}}}&KK(A/J,D)\\\downarrow \delta &&&&\uparrow \delta \\KK^{1}(A/J,D)&{\xrightarrow {\sigma ^{*}}}&KK^{1}(A,D)&{\xrightarrow {\iota ^{*}}}&KK^{1}(J,D)\\\end{array}}}
Derartige Sequenzen sind bei der Berechnung von KK-Gruppen oft hilfreich, insbesondere wenn ein oder zwei Glieder einer solchen Sequenz 0 sind, denn dann können einige Abbildungen mittels Exaktheit als injektiv, surjektiv oder sogar als bijektiv nachgewiesen werden.